# 트리온 (조지아주)

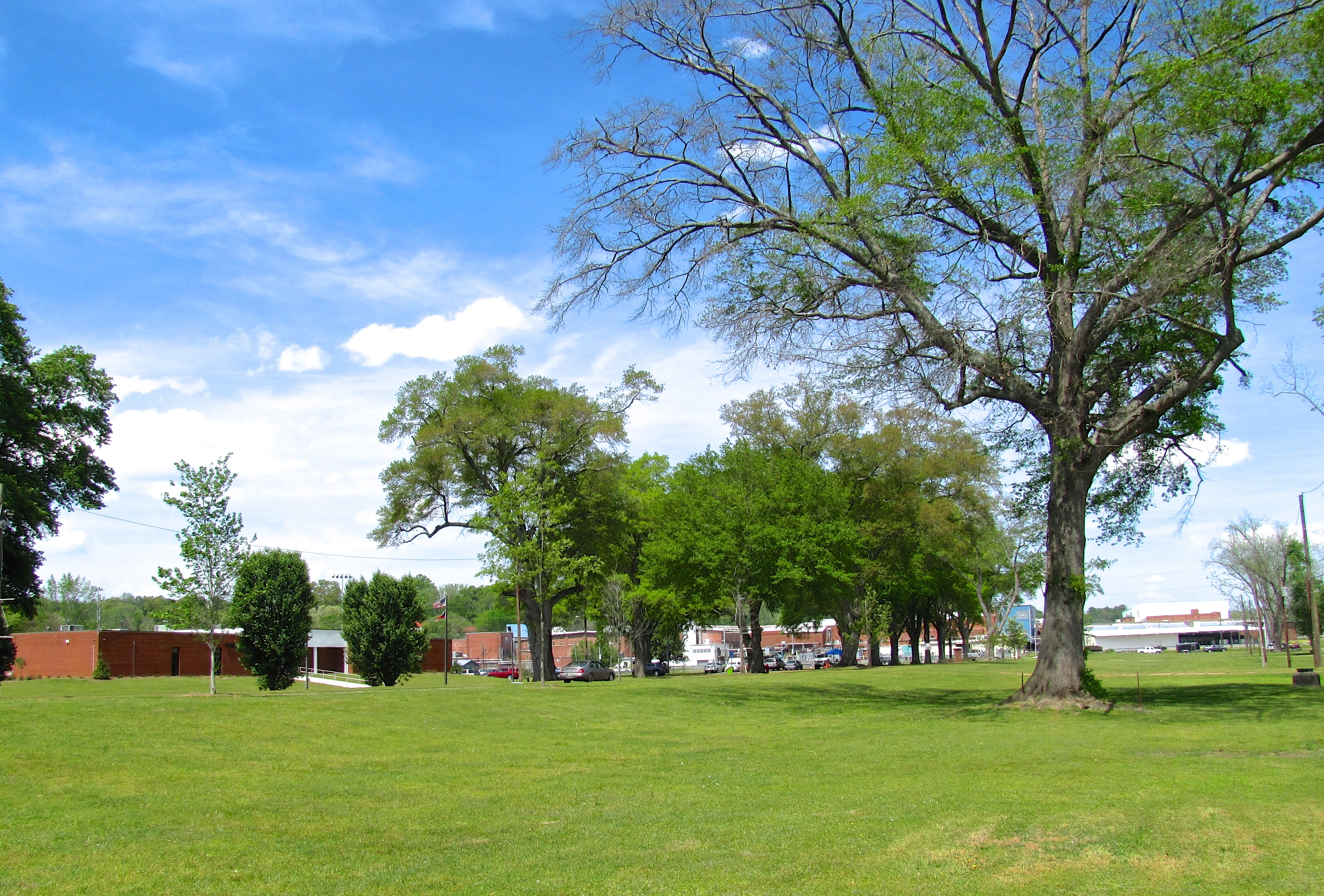
트리온파크에서 보이는 시청과 다른 건물

트리온(Trion)은 미국 조지아주 채투가군의 도시이다. 2010년 인구조사에 따르면 인구수는 1,827명으로 2000년 인구조사 당시 계수된 1,993명에서 하향된 것이다.

## 역사

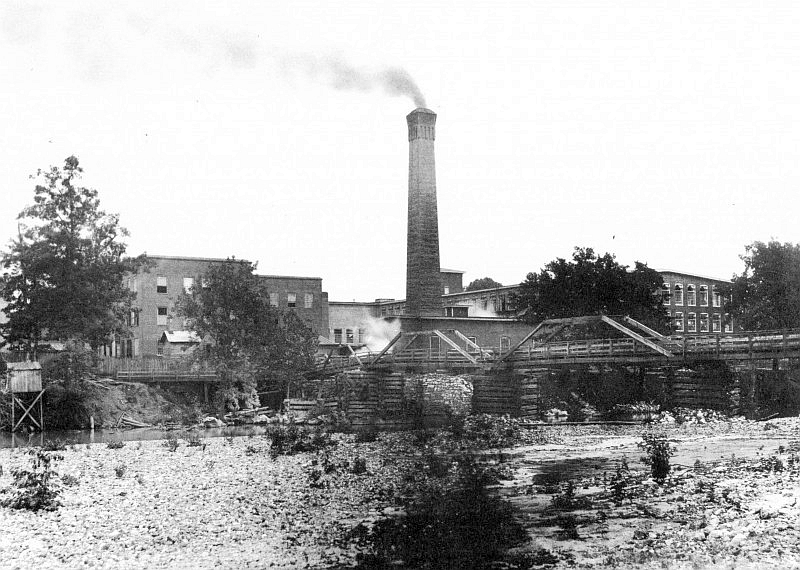
트리온 밀(1895년)

트리온은 1840년대 트리온 밀스 제면소가 그곳에 설립되면서 시작된다. 트리온 팩토리(Trion Factory)라는 이름의 우체국은 1847년 개장되었으며 1904년에 이 이름은 트리온(Trion)으로 변경되었다. 트리온이라는 이름은 파트너십을 기념하기 위해 제면소의 3명의 설립자(Andrew Allgood, Spencer Marsh, W.K. Briers)에 의해 선정되었다. 조지아 주의회는 트리온을 1862년 도시(town)로 통합하였다.
1875년 제면소가 불탔으나 재건되었다.

## 인구
| 인구조사              | 인구  | Note  | %±     |
| --------------------- | ----- | ----- | ------ |
| 1880년                | 513   |       | —      |
| 1890년                | 807   |       | 57.3%  |
| 1900년                | 1,926 |       | 138.7% |
| 1910년                | 1,721 |       | −10.6% |
| 1920년                | 1,533 |       | −10.9% |
| 1930년                | 3,289 |       | 114.5% |
| 1940년                | 3,800 |       | 15.5%  |
| 1950년                | 3,028 |       | −20.3% |
| 1960년                | 2,227 |       | −26.5% |
| 1970년                | 1,965 |       | −11.8% |
| 1980년                | 1,732 |       | −11.9% |
| 1990년                | 1,661 |       | −4.1%  |
| 2000년                | 1,993 |       | 20.0%  |
| 2010년                | 1,827 |       | −8.3%  |
| 2018 (추산)           | 1,750 | [ 6 ] | −4.2%  |
| U.S. Decennial Census |       |       |        |